# Карисимби
Кариси́мби — это спящий вулкан вулканической цепи Вирунга и наивысшая точка Руанды. Высотой 4507 м — это наивысшая из восьми вершин горной гряды, которая является частью Восточно-Африканского разлома.
Название, вероятно, происходит от слова исимби, что на языке руанда значит «маленькая белая ракушка». Это намёк на белую снежную шапку, которая иногда лежит на высоком вулкане.
Между Карисимби и Високе расположен научно-исследовательский центр Карисоке (Karisoke Research Center). Там с 1967 и до своей смерти в 1985 году жила Дайан Фосси, изучавшая восточных горных горилл, которые обитают лишь в этой местности.